# Paul Ernst
Carl Friedrich Paul Ernst, född 7 mars 1866, död 13 maj 1933, var en tysk författare, bosatt i Königsdorf, Oberbayern.
Ernst började efter teologiska och sociologiska studier som socialdemokratisk journalist och blev redaktör för Berliner Volkstribune, men bröt snart med partiet. Från 1900 ägnade han sig uteslutande åt skönlitteraturen. Under en följd av år var han anställd som dramaturg vid Düsseldorfs Schauspielhaus. Ernst har skrivit skådespelen Lumpenbagasch och Im chambre séparée (1898), Demetrios (1905), Das Gold (1906), Canossa (1908), Brunhild (1909), Ariadne auf Naxos (1914), Preussengeist (1915), Chriemhild (1918) och lustspelet Der Hulla (1906). 
Därutöver har han författat dialogerna Erdachte Gespräche (1921), den självbiografiska romanen Der schmale Weg zum Glück (1903), det historiska eposet Das Kaiserbuch (1924), essäsamlingen Der Weg zur Form (1906), samt de politiskt polemiska inläggen Der schmale Weg zum Glück (1903), det historiska eposet Das Kaiserbuch (1924), essaysamlingen Der Weg zur Form (1906) samt de polemiska inläggen Der Zusammenbruch des Marxismus (1918) och Der Zusammenbruch des deutschen Idealismus (1920). Ernst utvecklades från naturalistisk impressionist till sträng nyklassicist.

## Verk (översatta till svenska)
- Valda noveller (översättning Erik Norling, Norstedt, 1922)
- Dialoger (Erdachte Gespräche) (översättning Hugo Hultenberg, Norstedt, 1923)
- Den smala vägen till lyckan (Der schmale Weg zum Glück) (översättning Hugo Hultenberg, Norstedt, 1925)
- Skatten i Morgenbrotstal: skildring från trettioåriga krigets dagar (Der Schatz im Morgenbrotstal) (översättning Gösta Olzon, Åhlén & söner, 1934)